# Andrei Georgijewitsch Sabrodski
Andrei Georgijewitsch Sabrodski (russisch Андрей Георгиевич Забродский; * 26. Juni 1946 in Cherson) ist ein ukrainisch-russischer Festkörperphysiker und Hochschullehrer.

## Leben
Sabrodski schloss das Studium an der Fakultät für Radioelektronik des Leningrader Polytechnischen Instituts 1970 mit Auszeichnung ab. Seine Diplomarbeit über die Strahlung von Heterostruktur-Lasern  hatte er im Joffe-Institut bei Schores Iwanowitsch Alfjorow angefertigt. Anschließend diente er zwei Jahre lang in der Roten Armee als Ingenieurleutnant.
1972 trat Sabrodski in das Joffe-Institut ein. Nach der dreijährigen Aspirantur verteidigte er 1975 seine Kandidat-Dissertation. Er untersuchte die Eigenschaften ungeordneter Systeme bei tiefen Temperaturen, so den Schalteffekt, die sprunghafte Änderung der elektrischen Leitfähigkeit und den Metall-Isolator-Übergang. Er wies die Existenz eines Coulomb Gaps im Isolator-Zustand nach und zeigte, dass der Metall-Isolator-Übergang ein Phasenübergang 2. Ordnung ist. 1987 wurde er zum Doktor der physikalisch-mathematischen Wissenschaften promoviert. 1989 wurde er Leiter des Laboratoriums für Nichtgleichgewichtsprozesse in Halbleitern. Zusammen mit dem Wawilow-Institut für Optik entwickelte er tiefgekühlte Bolometer.
1993 wurde Sabrodski Professor des Lehrstuhls für Experimentalphysik der Polytechnischen Universität St. Petersburg. 2005 gründete er den Lehrstuhl für Physik und moderne Technologien der Festkörperelektronik, den er nun leitet. Er ist Mitglied des Präsidiums des Forschungszentrums St. Petersburg der Russischen Akademie der Wissenschaften (RAN).
2003–2017 war Sabrodski als Nachfolger Schores Iwanowitsch Alfjorows Direktor des Joffe-Instituts. 2004 initiierte er die Entwicklung von Mikro- und Nanotechnologie für die Wasserstoffenergiewirtschaft. 2008 wurde er zum Korrespondierenden Mitglied der RAN gewählt. 2016 wurde er Vollmitglied der RAN. 2017–2022 war er Mitglied des Präsidiums der RAN. Er ist Autor bzw. Mitautor einer Vielzahl vielfältiger Veröffentlichungen.

## Ehrungen, Preise
- Erfinder der UdSSR (1986)
- Preis des Ministerrats der UdSSR (1988 als Mitglied eines Autorenkollektivs)